# Linsanger
Linsanger (Prionodon) er en slægt af kattelignende rovdyr med kun to arter, begge hjemmehørende i Sydøstasien: stribet linsang (Prionodon linsang) og plettet linsang (Prionodon pardicolor). Linsangerne har tidligere været klassificeret sammen med oyaner, to afrikanske arter af kattelignende rovdyr tæt beslægtet med genette. molekylærgenetiske studier understøtter imidlertid at linsangerne er en selvstændig søstergruppe til kattefamilien og de er derfor anbragt i deres egen familie, Prionodontidae.

## Karakteristika
Linsanger er små og meget slanke, op til 75 cm lange (inkl. halen) og med en vægt på omkring 0.5 kg. Pelsen har store mørke pletter på ryggen og halen er stribet. Hos den stribede linsang smelter pletterne på ryggen delvist sammen, så de danner langsgående bånd ned af ryggen. De lever i Sydøstasien og er nataktive og sky. Derfor kendes relativt lidt til deres biologi i øvrigt.